# Samarinești
Samarinești là một xã thuộc hạt Gorj, România. Dân số thời điểm năm 2002 là 1977 người.